# Deltoclita rubripes
Deltoclita rubripes là một loài nhện trong họ Thomisidae.
Loài này thuộc chi Deltoclita. Deltoclita rubripes được Eugen von Keyserling miêu tả năm 1880.